# Жан-Батист Пуен дю Сабль

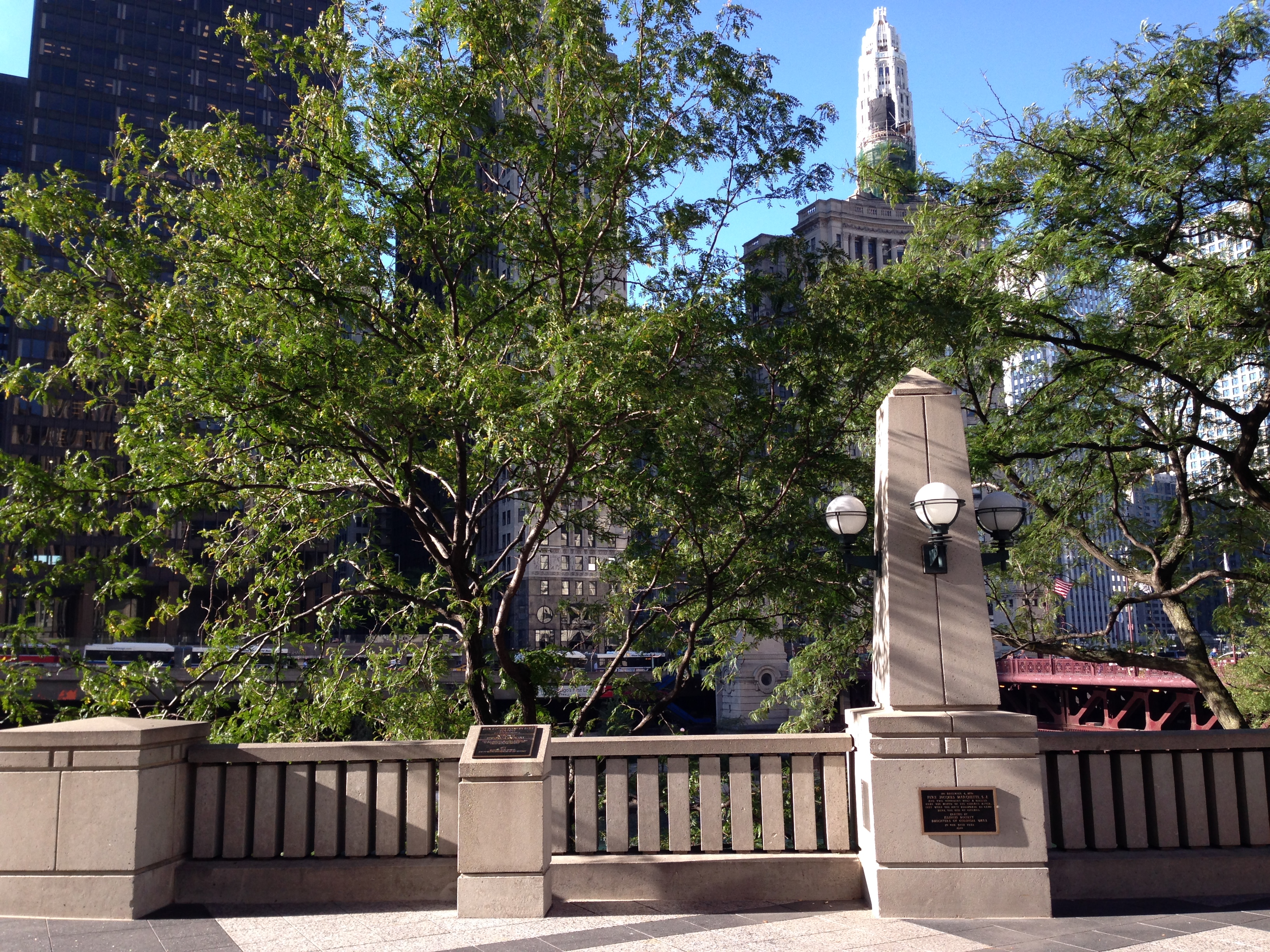
Пам'ятний знак засновнику міста Чикаго Ж. Б. Пуен дю Саблю

Жан-Батист Пуен дю Сабль (фр. Jean-Baptiste Point(e) du Sable, Jean Baptiste DuSable; 1745, Сен-Марк — 28 серпня 1818, Сент-Чарлз) — чорношкірий трапер, який першим оселився і мешкав понад 20 років на місці, де тепер розташоване місто Чикаго. Коли він побудував там свій будинок, місце було безлюдною та дикою територією. Нині його шанують як засновника міста Чикаго, а пам'ятний знак на його честь стоїть у центрі міста, оточений хмарочосами.

## Біографія

### Молодість
Його батьком був, імовірно, французький моряк, а матір'ю — чорношкіра гаїтянка, рабиня, походженням з Африки. Жан-Батист народився вільним, навчався у Франції, а на початку 1770-х рр. приплив до Нового Орлеана та річкою Міссісіпі дістався до Піорії. Встановив добрі стосунки з індіанцями племені потаватомі та одружився з жінкою з цього племені на ім'я Кіттігава (у хрещенні Кетрин). Мали двох дітей, сина Жана та дочку Сюзан. Їхній шлюб зареєстрував католицький священник у Кагокії 27 жовтня 1778 року, хоча незадовго до того вони побралися за індіанським звичаєм. У місці, де вони жили, згодом виникло поселення, яке з часом стало містом Чикаго.

### Британський полон
Дю Сабль жив та утримував родину прикордонною торгівлею між французами, американцями та індіанцями, постачаючи першим шкіри та хутро, а другим порох, вогнепальну зброю та алкоголь. Під час війни за незалежність США, у серпні 1779 року, його заарештували британці за підозрою у шпигунстві та утримували у форті Мішілімакінак (Мічиган). Комендант форту Арнт Скайлер де Пейстр записав у своїх записках, що Батист Пуен дю Сабль був «красивий негр, добре освічений».
У 1780—1784 роках Дю Сабль провадив на території, яку контролювали британці, торгову факторію Pinery (Сосновий бор) на річці Сент Клер (нині — територія штату Мічиган).

### Багатий купець
По закінченню війни, в середині 1784 року Дю Сабль повернувся на землі племені потаватомі до своєї старої факторії в гирлі річки Чикаго на її північному березі. Найстаріша згадка про ту факторію стосується 10 травня 1790 року, коли експедиція Г'ю Геварда виміняла своє каное на пирогу у Пуен дю Сабля і докупила собі хліб, муку и свиняче м'ясо.
Дю Сабль був поважною особою і багатим торговцем. Його будинок мав пишний, просторий салон із великим кам'яним комином, п'ятьма кімнатами, пекарню, рибарню, ковальню, хліви, окремі будівлі для слуг, обгороджений садок і город, понад 800 акрів землі. У будинку були картини, дзеркала та меблі з горіхового дерева. 17 травня 1800 року Дю Сабль продав весь маєток Жану Ле Ліму за 6000 ліврів та перебрався до Сент-Чарлзу. Три роки по тому маєток перекупив Джон Кінзі.

### Власник парому
Місто Сент-Чарлз нині розташоване у штаті Міссурі, але тоді входило у склад Іспанської Луїзіани. Дю Сабль володів іспанською, французскою, англійською мовами та кількома індіанськими, що стало йому в пригоді у торгівлі. Іспанський колоніальний губернатор доручив йому обслуговування переправи через річку Міссурі.
Що могло бути причиною переїзду, невідомо. Незадовго до переїзду померла його дружина. Дочка вийшла заміж за француза і переїхала до Луїзіани, де працював і його син, який переїхав туди ще раніше. Очевидно, Дю Сабль бажав бути ближче до родини та в місці, де переважно мешкали французи. 1805 року Дю Сабль придбав будинок на вулицях Секонд і Клей у блоку № 72, а також цілий міський блок № 96. 1814 року його син помер і був похований на цвинтарі Борромео у Сент-Чарлзі.
Доля його дочки Сюзан та онучки невідома, але, ймовірно, він був зовсім на самоті, коли 1813 року переписав свій маєток на сусідку, Юлалі Барада, батько якої, Луї Барада, був м'ясником, пекарем і багатим землевласником у місті Сент-Чарлз, в обмін на обіцянку, що вона буде турбуватися про нього, а також влаштує його поховання на католицькому цвинтарі у Сент-Чарлзі.
Дю Сабль помер у Сент-Чарлзі 28 серпня 1818 року і був похований у неозначеній могилі на цвинтарі Борромео. Парафіяльна метрика не зазначає ані його походження, ані батьків, ані родичів, ані присутніх на похованні, і містить лише слово «негр».

## Пам'ять
- 12 жовтня 1968 р. був урочисто відкритий гранітний знак на місці, де, можливо, був похований Жан-Батист Пуен дю Сабль.
- 25 жовтня 1968 р. Жан-Батист Пуен дю Сабль був визнаний штатом Іллінойс і містом Чикаго як засновник міста Чикаго.
- Багато установ і місць у Чикаго мають ім'я Жана-Батиста Пуен дю Сабля.